# Sant Andreu d'Èvol
L'església de Sant Andreu d'Èvol (en francès église Saint-André d'Evol) és una església romànica del segle xi, situada en el poble d'Èvol, a la comuna d'Oleta i Èvol, de la comarca del Conflent, a la Catalunya del Nord. Va ser l'església parroquial de la localitat fins al segle xv.
Està situada al nord, lleugerament separada del poble (75 metres), d'Èvol, amb un petit nucli de cases a l'entorn seu i el cementiri de la població.

## Història

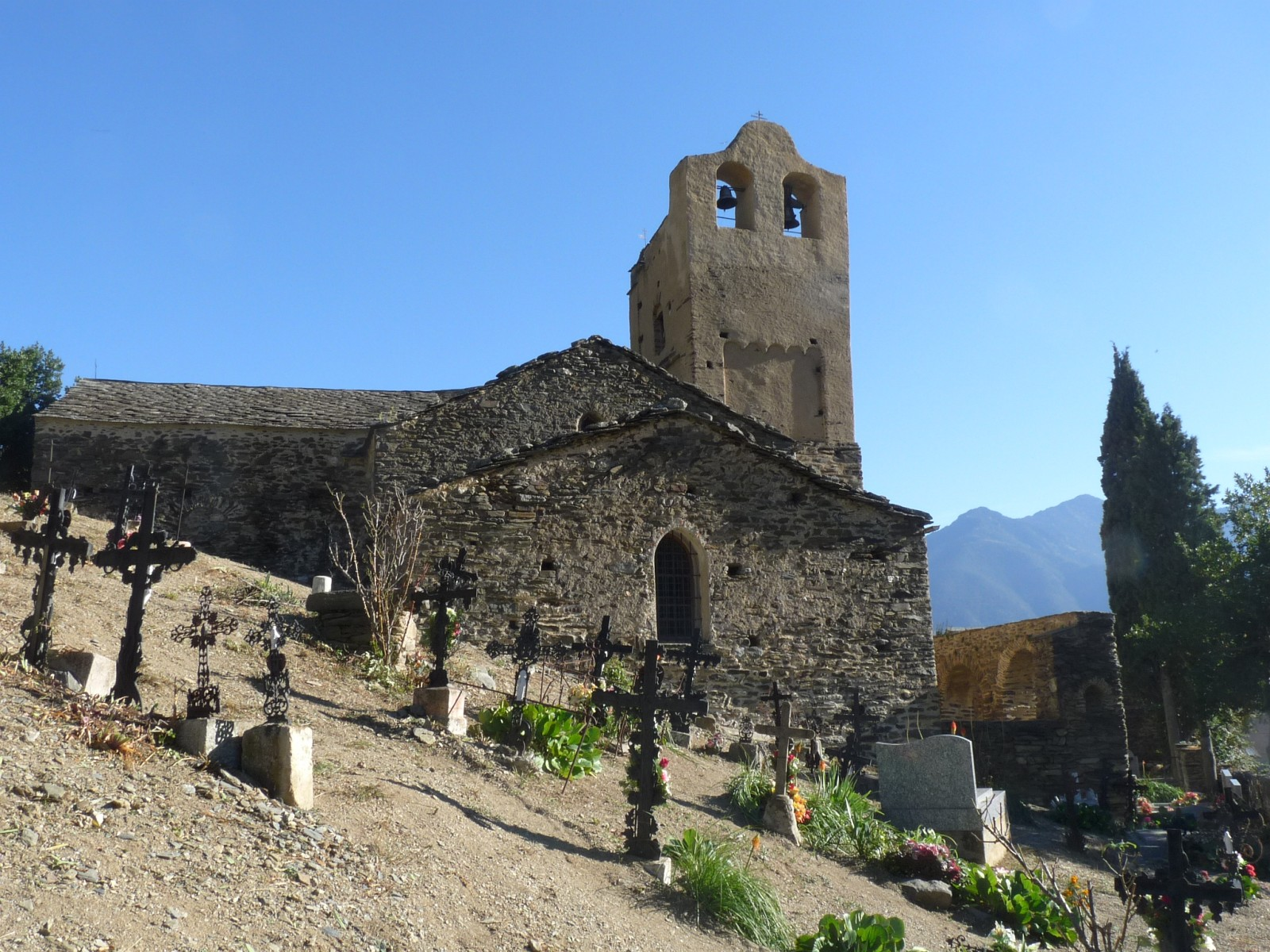
Frontis occidental de l'església

Tot i que per les seves característiques, l'església és clarament del segle xi, el primer esment que se'n té és de 1347, quan en un document notarial rep una donació. Fou la seu de la parròquia del poble i del terme (que incloïa Oleta) fins al segle xviii.
L'edifici fou classificat com a monument històric de França per decret del 25 de març de l'any 1943.

## Arquitectura

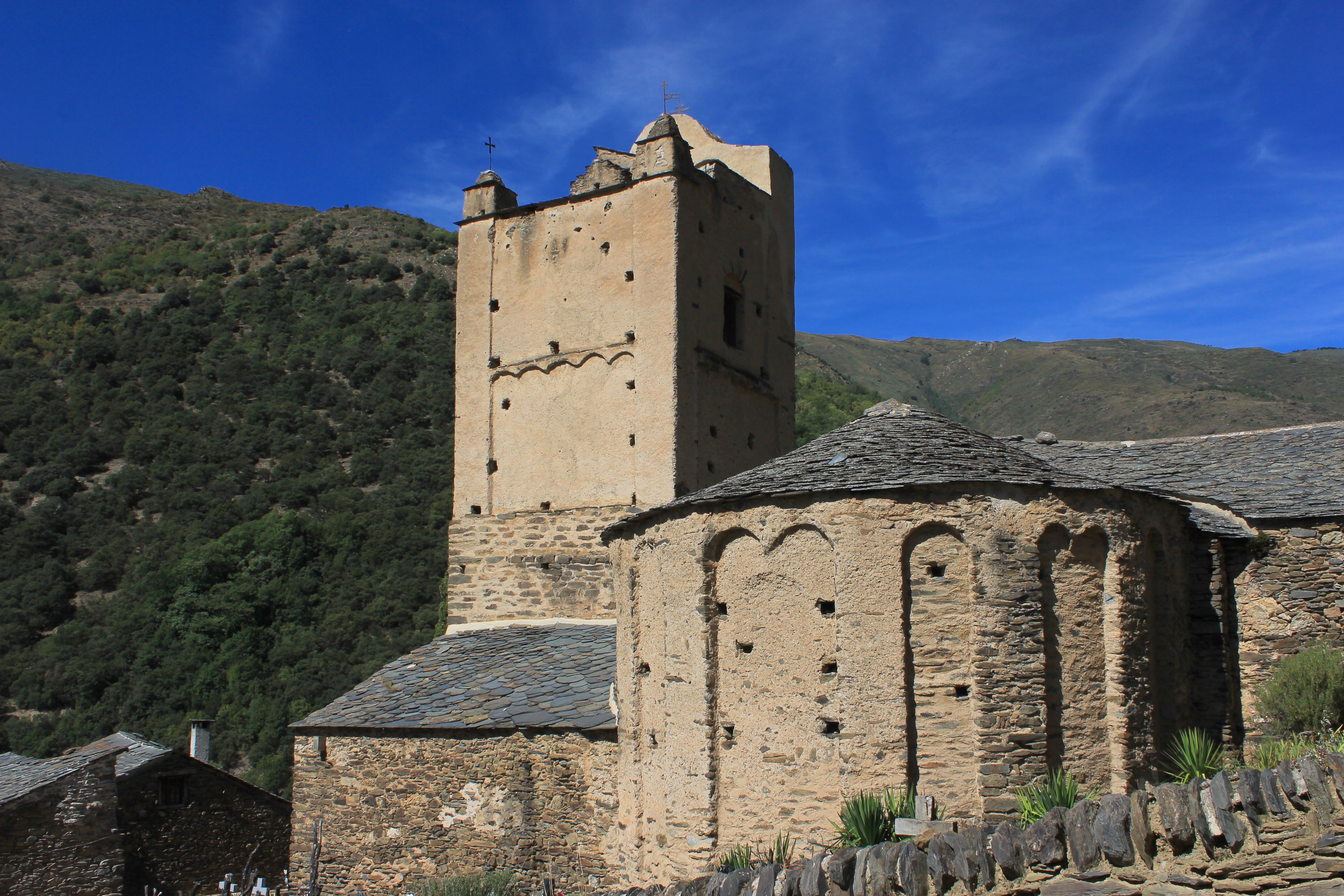
Capçalera de l'Església

L'edifici presenta una arquitectura sòbria, típica del romànic primitiu de la regió, amb una sola nau flanquejada per un campanar quadrat de dues plantes i un absis semicircular molt ample, decorats tots ells amb arcades llombardes i arcs cecs originals. La porta és, com és habitual al romànic, a la façana meridional.

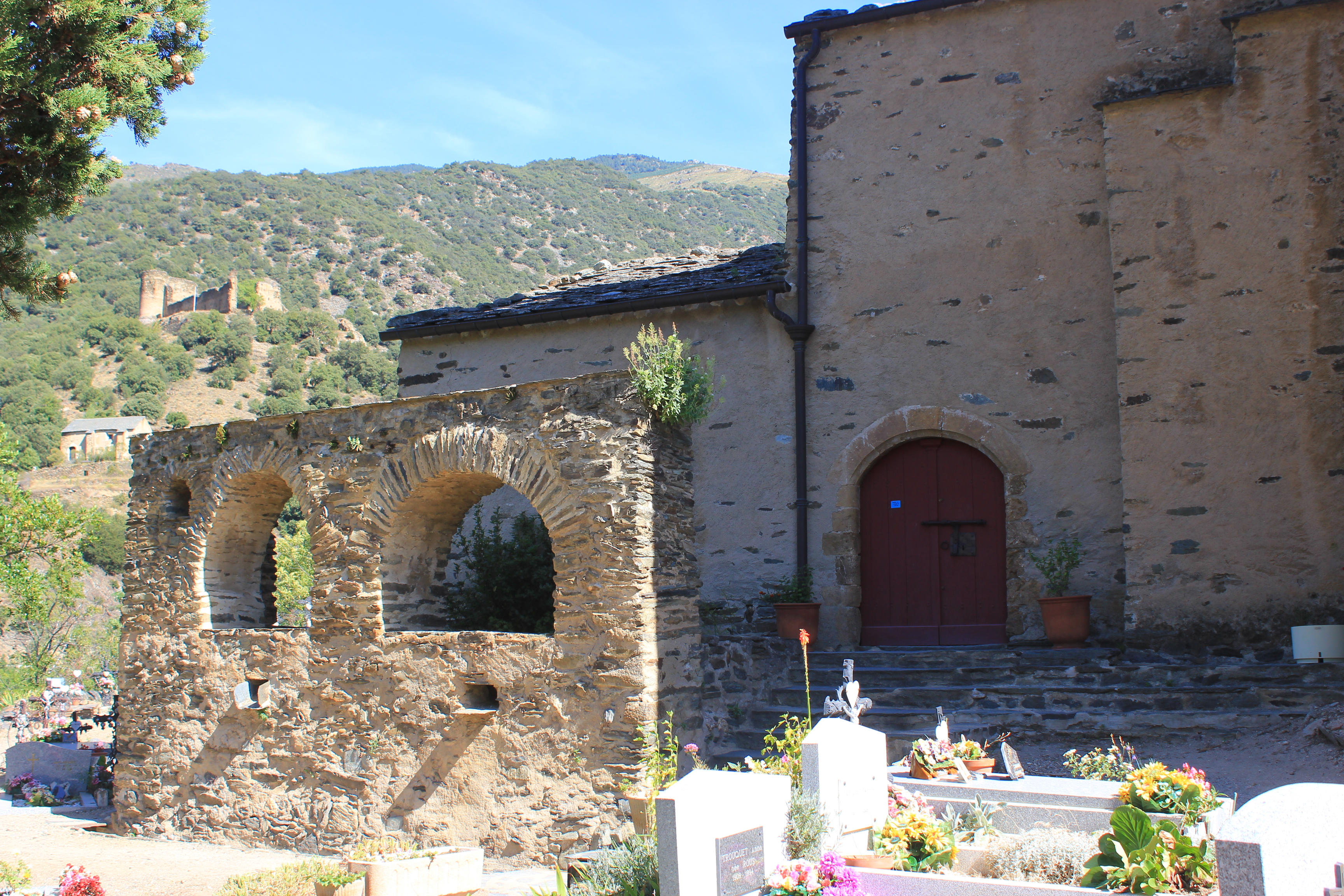
Vista del comunidor amb els dos arcs que en romanen, en primer pla

Fou modificada i ampliada el segle xviii (l'any 1723) amb la construcció de la Capella del Roser, oberta cap al nord, com moltes capelles, anomenades capella fonda, de l'època del barroc.
Fora de l'edifici, al porxo, es troba el comunidor edificat per la Confraria del Roser establerta a l'església el 1577. Originalment formant una mena de pati cobert, sols en resten dos arcs de les arcades, restaurats el 1950.

## Retaule de Sant Joan Baptista
A l'interior conté el retaule més antic del Rosselló, datat entre 1578 i 1580 i dedicat a Sant Joan Baptista, també monument històric i considerat una obra fonamental per a la història de l'art a la Catalunya Nord i el Conflent. Fou construït per l'anomenat Mestre del Rosselló, sobre fusta pintada a manera de tríptic simètric al llarg d'un eix vertical, i està format per una part central on es representa el sant portant una llanterna amb un home agenollat als seus peus, i dues solapes laterals dividides verticalment en tres panells cadascuna. A l'esquerra es representen escenes de la vida del sant com la seva decapitació i, a la dreta, escenes de la passió de Crist.